# اورتانس الار
اورتانس الار (فرانسوی: Hortense Allart‎؛ ۷ سپتامبر ۱۸۰۱ – ۲۸ فوریهٔ ۱۸۷۹) مقاله‌نویس، نویسنده، و رمان‌نویس اهل فرانسه بود.